# إبراهيم محمد خريشة
إبراهيم محمد محمود خريشة (26 مارس 1956 في طولكرم – ) سياسي ودبلوماسي وسفير فلسطيني، يشغل منصب مندوب فلسطين الدائم لدى الأمم المتحدة بجنيف ولدى كافة المنظمات الدولية وسفير فلسطين لدى سويسرا، وقد شغل منصب نائب وزير الخارجية الفلسطيني.

## النشأة والتحصيل العلمي
وُلِدَ إبراهيم محمد محمود خريشة في مدينة طولكرم بالضفة الغربية بتاريخ 26 مارس 1956، تلقى تعليمه في مدارس مدينته طولكرم، ثم حصل على الإجازة في الطب من جامعة بلغراد في جمهورية صربيا، كما حصل على الدبلوم في القانون الدولي من المركز الدولي لحقوق الإنسان في ستراسبورغ.

## الحياة السياسية والدبلوماسية
انتخب عام 1990 رئيسًا للاتحاد العام لطلبة فلسطين، وتولى رئاسة إدارة مفاوضات الوضع النهائي في منظمة التحرير الفلسطينية عام 1995، وانتخب عام 1997 عضوًا في كل من المجلس المركزي لمنظمة التحرير الفلسطينية والمجلس الثوري لحركة فتح.
أصبح في عام 2003 مديرًا عامًا في دائرة المنظمات الشعبية بقرار من الرئيس الفلسطيني ياسر عرفات، ثم مسؤولًا للمنظمات الدولية في وزارة الخارجية الفلسطينية عام 2004، وفي عام 2005 أصبح سفيرًا في وزارة الخارجية الفلسطينية بموجب قرار صادر عن الرئيس الفلسطيني محمود عباس.
أصبح نائبًا لوزير الخارجية الفلسطينية (وكيلًا للوزارة) عام 2005 وحتى عام 2010، وشغل منصب المبعوث الفلسطيني الخاص إلى رئاسة الاتحاد الأوروبي، وفي 3 أكتوبر 2008 تولى منصب مندوب فلسطين الدائم لدى الأمم المتحدة في جنيف ومنصب مندوب فلسطين الدائم لدى كافة المنظمات الدولية بما فيها مجلس حقوق الإنسان.
في 15 أبريل 2010 تولى منصب سفير فلسطين لدى سويسرا، وفي 1 يوليو 2010 اختاره الرئيس محمود عباس ضمن تشكيلة لجنة الحوار مع حاضرة الفاتيكان؛ لغاية صياغة اتفاقيات تعاون بين منظمة التحرير الفلسطينية والفاتيكان.
خريشة هو عضو في التحالف الفلسطيني من أجل السلام، وقد رشح اسمه عدة مرات لتولي حقيبة وزارة الخارجية الفلسطينية في عدد من الحكومات الفلسطينية؛ إلا أنه كان يرفض ذلك.
يملك خريشة خبرة دبلوماسية متعددة، كما أنه حاصل على مجموعة من الدورات، منها دورة في البيئة والتنمية عام 1992، ودورات في القانون الدولي في فرنسا وسويسرا عام 1993.

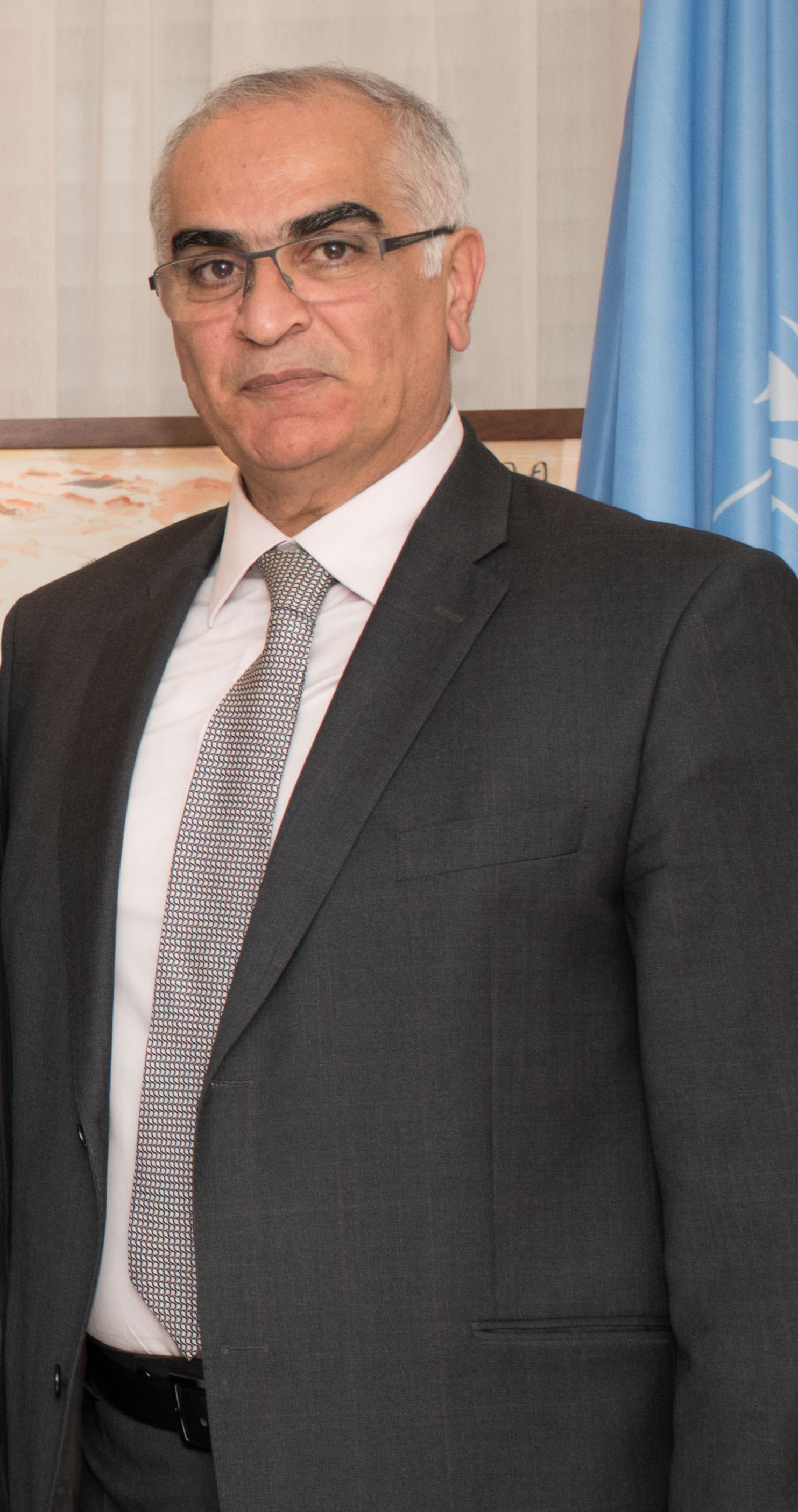
إبراهيم خريشة